# Gens Albia
La gens Albia era una familia de plebeyos de la Antigua Roma. Ninguna persona de esta gens obtuvo cargo estatal durante el siglo I a. C. Todos ellos llevaban el cognomen Carrinas.

## Miembros
- Gaius Albius Carrinas, un miembro principal de los populares, durante la guerra civil entre los seguidores de Cayo Mario y Sila.
- Gaius Albius Carrinas, cónsul suffectus en 43 a. C..
- Carrinas, descrito como desagradable por Cicerón en 45 a. C.[2]
- Carrinas Secundus, un retórico del siglo I.